# Aviacsa
Aviacsa és una aerolínia de Mèxic, creada el 1990 sota el nom de Consorci Aviaxsa S.A de C.V. És considerada la tercera línia aèria de Mèxic, en ordre d'importància i grandària després de AeroMéxico i Mexicana de Aviación.
Aviacsa es va originar en l'estat mexicà de Chiapas sota l'auspici del govern estatal i d'inversionistes privats. El seu equip de vol va constar inicialment d'avions turbohèlicx per a posteriorment adquirir en arrendament quatre avions britànics de reacció BAE-146.
A causa de l'èxit en les seves operacions es va iniciar una expansió de rutes i renovació d'avions que li va permetre posicionar-se en el mercat del sud-est del país. La caiguda de la seva popularitat es va donar des de 2003 quan diferents persones van presentar, amb cada vegada més freqüència, queixes davant instàncies com la PROFECO, per pèrdua d'equipatge, o peces d'aquests. La injecció de capital nou per part d'empresaris del nord de Mèxic finalment va permetre la fusió de Aviacsa amb Aeroejecutivo/Aeroexo i amb això consolidar-se com una aerolínia troncal en comptes de regional, com fins al moment era.

## Destinacions
- Mèxic: Acapulco, Cancun, Ciutat de Mèxic, Ciudad Juárez, Chetumal, Culiacán, Guadalajara, Hermosillo, León (Guanajuato), Mérida (Yucatán), Mexicali, Monterrey, Morelia, Oaxaca, Puerto Vallarta, Tampico, Tapachula, Tijuana, Tuxtla Gutiérrez, Villahermosa, Durango, Tepic, Veracruz
- Estats Units: Houston, Las Vegas, Los Angeles.

## Flota Actual
- 3 Boeing 737-300
- 23 Boeing 737-200